# Yoshiaki Satō
Yoshiaki Satō (佐藤 慶明?, Satō Yoshiaki; Prefettura di Osaka, 19 giugno 1969) è un ex calciatore giapponese, di ruolo attaccante.